# MariaDB

O combinação LAMP

MariaDB é um sistema de gerenciamento de banco de dados que surgiu como fork do MySQL, criado pelo próprio fundador do projeto após sua aquisição pela Oracle.

## Objetivos
A intenção principal do projeto é manter uma alta fidelidade com o MySQL.
O líder do MariaDB é Michael 'Monty' Widenius, o fundador do MySQL e da Monty Program AB. Para conseguir isso, a Monty Program AB trabalha para contratar os melhores e mais brilhantes desenvolvedores do setor, em estreita cooperação com a maior comunidade de usuários e desenvolvedores no verdadeiro espírito do software livre e open source de uma forma que equilibre a previsibilidade com confiabilidade.
MariaDB é um avançado substituto para o MySQL e está disponível sob os termos da licença GPL v2.

## Segurança
A segurança é muito importante no mundo de hoje e é um foco especial para os desenvolvedores do MariaDB. O projeto mantém os seus próprios patches de segurança situados no core de MySQL. Para cada versão do MariaDB os desenvolvedores também incluem todos os patches de segurança do MySQL e suas melhorias, caso necessário. Quando problemas de segurança críticos são descobertos, os desenvolvedores imediatamente preparam e distribuem novas versões do MariaDB para obter as correções o mais rápido possível.
Muitos dos problemas de segurança encontrados no MySQL e MariaDB foram encontrados e relatados pela equipe MariaDB. A equipe trabalha em estreita colaboração com o MariaDB http://cve.mitre.org/ para garantir que todas as questões de segurança sejam prontamente comunicadas e explicadas o mais detalhadamente possível.

## Compatibilidade
MariaDB é mantido atualizado com a última versão do MySQL e irá funcionar exatamente como MySQL. Todos os comandos, interfaces, bibliotecas e APIs que existem no MySQL também existem no MariaDB. Não há necessidade de conversão de dados para exibir MariaDB.